# Cyathea valdesquamata
Cyathea valdesquamata är en ormbunkeart som beskrevs av Janssen och Rakotondr. Cyathea valdesquamata ingår i släktet Cyathea och familjen Cyatheaceae. Inga underarter finns listade.